# Inder Kumar Gujral
Inder Kumar Gujral, hindi ઇન્દ્ર કુમાર ગુજરાલ (ur. 4 grudnia 1919 w Dźhelamie, zm. 30 listopada 2012 w Nowym Delhi) – indyjski polityk, premier.

## Życiorys
Polityk partii Janata Dal. W okresie od 5 grudnia 1989 do 10 listopada 1990 minister spraw zagranicznych w rządzie premiera V. P. Singha. 1 czerwca 1996 ponownie został ministrem spraw zagranicznych w rządzie premiera D. Gowdy. Od 21 kwietnia 1997 do 19 marca 1998 premier, zachowując stanowisko szefa dyplomacji.